# 奄美大岛海战
奄美大岛海战，日本称为九州西南海域工作船事件（日语：／），發生於2001年12月22日，是日本海上保安廳和一艘名叫“长渔3705”的朝鮮可疑船隻在東海奄美大島附近长达6小时的衝突。冲突前日本方收到了可疑的无线电波，衝突的最後，可疑船只于当晚22时，在中国的专属经济区内自爆，日本官方事後表示沉船是間諜造成的。事后调查判明，对方的可疑船只是朝鮮工作船，船只中包含着若干最新型武装，可疑的无线电波也被解析。

## 概述
1999年3月23日，在能登半岛附近海域发生了可疑船只事件，朝鲜间谍船在日本海域活動的可能性已被确认。
在这次事件中，2001年12月18日駐日美軍收到了可疑的無線電波，並將之通報防衛廳。根據資料顯示，发现了一艘不明国籍的可疑船只，航行在日本東海的「专属经济区(EEZ)」內，各種跡象看起来不像是一般的渔船。而受命要停止捕鱼基础上為渔业法，因为怀疑他们从事非法捕鱼等违反了《排他的经济水域渔业等相关主权的权利行使等相关法律》第5条，第1款的规定，法案主权权利行使关于渔业等在经济区 , 一艘巡逻艇试图进行检查，但可疑船只无视并逃走。
对此，巡逻艇以涉嫌违反《渔业法》（回避现场检查）为由，向天空和海面进行威胁性射击，試圖令其停船，但由于可疑船只继续逃逸，因此警告無效，随后日本海上保安厅法基于此法，對可疑船隻的船身進行射击。
22日午夜，当巡逻艇试图靠近可疑船只时，可疑船隻船员突然手持轻武器和便携式火箭炮向巡逻艇发起攻击。对此，巡逻舰方也以自卫射击回应，展开了激烈的射击战。
此后，可疑船只突然爆炸并沉没。日方在枪战中有3人被子彈擦傷，可疑船方是（仅证实8人死亡）船员全部估计有15人死亡。